# Björn Persson (fotograf)

Björn Persson, 2020.

Björn Christer Persson, född 15 februari 1972, är en svensk fotograf.

## Biografi
Persson utbildade sig i 20-årsåldern inom viltvård och arbetade bland annat på ett djursjukhus i Sydafrika. Han kom då i kontakt med djur som skadats av tjuvskytte. Efter att ha arbetat i reklambranschen tog han omkring 2015 steget att börja arbeta heltid som naturfotograf.
År 2019 utgav han fotoboken The Real Owners of the Planet. Han har även haft flera utställningar av sina verk, bland annat utställningen The Thin Line på Dunkers kulturhus. Han har tillbringat rest och fotograferat i Afrika, framförallt i Sydafrika. Persson har i hela sitt yrkesliv försökt öka kunskapen om utrotningshotade arter med fotograferandet.
Persson är grundare av den ideella organisationen Here Forever Foundation vars målsättning är att öka medvetenheten om de utrotningshotade djur. Han är ambassadör för Save Wild Tigers, Zelmerlöw & Björkman Foundation, Star For Life Foundation och Wildhood Foundation. Persson är också styrelseordförande för Smart Savannahs, en ideell organisation som arbetar för att skydda utrotningshotade arter i Afrika och som ska sprida den teknik som utvecklats inom forskningsprojektet Ngulia vid Linköpings universitet.

### Årets fotograf och kritik
År 2019 utsågs Persson till Årets Fotograf av Africa Geographic. Efter att det framkommit att Persson redigerat en av bilderna diskvalificerades han. Domarna hade uppmärksammat att fotografiet var redigerat, vilket ansågs rimligt för att skapa en mystisk känsla i bilden. Däremot menade juryn att korrigeringen vid örat, som inte upptäckts förrän efter att Persson tilldelats titeln som Årets Fotograf, gör att bilden inte speglar hur djuret ser ut i verkligheten och därmed diskvalificeras. Persson menar att det är en olycklig sammanblandning av dokumentärfoto och konstfoto som ligger bakom missuppfattningen.

## Utställningar
- Clarion Post Hotel, Göteborg, 2016
- Copperhill Mountain Lodge, Åre, 2017
- Royal Albert Hall, London, 2017
- Pelle Unger Galleri, Stockholm, 2017
- Nordiska Kompaniet, Stockholm, 2018
- The PhotoGallery, Halmstad, 2018
- Sliperiet, Borgvik, 2018
- Norrvikens Trädgårdar, Båstad, 2018
- Dunkers Kulturmuseum, Helsingborg, 2019
- The Empty Quarter Gallery, Dubai, 2019
- Duncan Miller Gallery, Los Angeles, 2020
- Naturhistoriska Riksmuseet, Stockholm, 2020
- Robert Klein Gallery, Boston, 2021
- Grogan Gallery, Houston, 2021
- Gefen Gallery, San Francisco, 2021
- Eternity Gallery, Paris, 2021